# Mistrzostwa Arabskie w Zapasach w 2021
Mistrzostwa rozegrano od 26 do 29 listopada 2021 roku w Szarm el-Szejk w Egipcie.

## Tabela medalowa
Gospodarz mistrzostw został zaznaczony kolorem.
| Poz. | Państwo          |    |    |    | Łącznie |
| ---- | ---------------- | -- | -- | -- | ------- |
| 1    | Egipt            | 17 | 3  | 0  | 20      |
| 2    | Bahrajn          | 2  | 0  | 0  | 2       |
| 3    | Jordania         | 1  | 6  | 1  | 8       |
| 4    | Arabia Saudyjska | 0  | 10 | 6  | 16      |
| 5    | Kuwejt           | 0  | 1  | 3  | 4       |
| 6    | Sudan            | 0  | 0  | 4  | 4       |
|      | Łącznie          | 20 | 20 | 14 | 54      |

## Wyniki

### W stylu klasycznym
| Waga   |                                     |                                 |                        |
| ------ | ----------------------------------- | ------------------------------- | ---------------------- |
| 55 kg  | Abd Allah Muhammad Szaban Muhammad  | Mostafa Soltan El-Qadi          | Tourkey Hazozi         |
| 60 kg  | Ahmad Fu’ad Fu’ad Husajn Baghduda   | Faisal Aldossary                | ----                   |
| 63 kg  | Mustafa Muhammad                    | Mohammad Fahed                  | Mesfer Alsubaie        |
| 67 kg  | Abu Halima as-Sa’id                 | Ahmed Mahmoud Dahshan           | Ahmed Barahman         |
| 72 kg  | Mahmud Muhammad Szauki Abd ar-Rahim | Amr Abdelfatih Sedik            | Hassan Barnawi         |
| 77 kg  | Wa’il Hamdi Muhammad Abd ar-Rahman  | Ahmed Salah ElMarafy            | Hassan Shaya Al-Harthi |
| 82 kg  | Solutan Ali Damim                   | Imad Aszraf Muhammad Abu al-Ata | Ammar Hawsawi          |
| 87 kg  | Muhammad Abd Rabbuh Ali             | Yahia Hussein Abu Tabikh        | Guma Babiker Adam      |
| 97 kg  | Muhammad Ali as-Sajjid Dżabr        | Ibrahim Fallatah                | ----                   |
| 130 kg | Ahmad Isam Sami                     | Sanad Alsibyani                 | ----                   |

### W stylu wolnym
| Waga   |                                          |                                        |                      |
| ------ | ---------------------------------------- | -------------------------------------- | -------------------- |
| 57 kg  | Dżamal Abd an-Nasir Hanafi Muhammad      | Mishal Elgyzani                        | Fathi Mohamed Jagoub |
| 61 kg  | Jahja Muhammad Salah Muhammad Hafiz      | Faisal Aldossary                       | Fasher Gafer         |
| 65 kg  | Alibieg Alibiegow                        | Fathi Tarik Fathi Atijja Isma’il       | Salah Almarafi       |
| 70 kg  | Haji Mohamad Ali                         | Usama Madżdi Fauzi Atijja Abd al-Latif | Mohammad Abdelkareem |
| 74 kg  | Amr Rida Ramadan Husajn                  | Hassan Barnawi                         | Abdelsalam Elkady    |
| 79 kg  | Muhammad Ahmad Farghali Abd al-Al        | Hassan Shaya Al-Harthi                 | ----                 |
| 86 kg  | Chalid Masud Isma’il Ahmad al-Mutamadawi | Ammar Hawsawi                          | Guma Babiker Adam    |
| 92 kg  | Husam Muhammad Mustafa Mirghani          | Abdulkareem Abuidaij                   | ----                 |
| 97 kg  | Mustafa Ali as-Sajjid Dżabr              | Ibrahim Fallatah                       | Rashes Edrees        |
| 125 kg | Chalid Umar Zaki Muhammad Abd Allah      | Sanad Alsibyani                        | ---                  |